# ぢべたぐらし あひるの生活
『ぢべたぐらし あひるの生活』（It is living happily on ground every day.）は、マツダユカによる日本の4コマウェブコミック作品、およびテレビアニメ作品。

## 概要
2011年4月1日より電子書籍・pixivコミック誌『クロフネZERO』で発表された、アヒルを主人公としたフルカラー4コマ漫画。マイペースなあひるくんや、どこか人間くさい鳥達の日常がコミカルかつシュールに描かれる。
2012年7月25日放送のフジテレビ系列情報番組『めざましテレビ』で紹介されるとAmazonランキングで第3位になるなど知名度が上がっている。
2012年11月より『PiXiVコミック』でコーチンを主人公とした第2シリーズ「ぢべたぐらし シナガとコーチン」を連載。2013年にはアニメ化されている。2014年6月より、あひるくんの第3シリーズ「ぢべたぐらし なんかのヒナ」の連載を開始。

## 主な登場動物
あひるくん
声 - 松野太紀
飛べないが、食べるのは大好きで、逃げるのは遅いのんびり屋。
カラフトおじさん
声 - 小杉十郎太
マガモ
声 - 木内秀信、石嶋久仁子、下崎紘史
コマドリ
声 -菊池こころ
ササゴイ
声 - 下崎紘史
ハト
声 - 木内秀信、良田麻美
ダイサギ
声 - 石嶋久仁子
コサギ
声 - 良田麻美
ハゲコウおじさん
声 - 木内秀信

## 単行本
リブレ出版より発行。
- ぢべたぐらし あひるの生活 〔春夏編〕 - 2012年6月20日発売 ISBN 978-4799711316
- ぢべたぐらし あひるの生活 〔秋冬編〕 - 2012年11月20日発売 ISBN 978-4799712214
- ぢべたぐらし シナガとコーチン - 2013年12月16日発売 ISBN 978-4799714126

## テレビアニメ
NHK BSプレミアムで2013年4月7日から2014年3月30日まで『おとうさんといっしょ』内で放送された、約3分の短編FLASHアニメ。ナレーターは田中直樹（ココリコ）。

### スタッフ
企画コーディネート - 杉澤義文（ゴンパパ）
原作 - マツダユカ
音楽 - 宮崎誠
音響監督 - 小泉紀介
音響製作 - 福井健吾（ベリーグー）
音響製作協力 - 立石弥生（神南スタジオ）
キャスティング協力 - 二村麻里子（ネルケプランニング）
キャラクターデザイン・シリーズディレクター - 未乃タイキ
アシスタントディレクター - 朱庭卓
製作 - 「ぢべたぐらし」製作委員会

### 各話リスト
| 話数         | タイトル                           | 冒頭紹介動物       | 放送日         |
| ------------ | ---------------------------------- | ------------------ | -------------- |
| エピソード1  | あひるがいた                       | あひるくん         | 2013年 4月7日  |
| エピソード2  | きびしいげんじつ                   | マガモくん         | 4月14日        |
| エピソード3  | たびだち?                          | カラフトおじさん   | 4月21日        |
| エピソード4  | ササゴイくんのチャレンジ           | ササゴイくん       | 4月28日        |
| エピソード5  | リベンジ!                          | ハトくん           | 5月12日        |
| エピソード6  | あひるのいちにち                   | あひるくん         | 5月19日        |
| エピソード7  | ダイサギさんはしっている           | ダイサギさん       | 5月26日        |
| エピソード8  | ロケーションハンティング           | コサギさん         | 6月2日         |
| エピソード9  | チャレンジ! シロハラインコ         | シロハラインコ     | 6月16日        |
| エピソード10 | 第一次インコ大食い競争勃発         | サイチョウ         | 6月23日        |
| エピソード11 | シャウトライフ                     | キジくん           | 6月30日        |
| エピソード12 | たましいのさけび                   | キンクロハジロ     | 7月7日         |
| エピソード13 | カラフトおじさんの秘密             | カラフトおじさん   | 7月21日        |
| エピソード14 | うみってなぁ～に?                  | カワウ             | 7月28日        |
| エピソード15 | うみを目指すよ                     | ミミズクさん       | 8月4日         |
| エピソード16 | 到着                               | あひるくん         | 8月11日        |
| エピソード17 | 海こわい                           | ペリカン           | 9月1日         |
| エピソード18 | 島に帰るよ                         | アホウドリ         | 9月8日         |
| エピソード19 | ペンギンがいた                     | ケープペンギン     | 9月22日        |
| エピソード20 | 旅立ちの時                         | ケープペンギン     | 9月29日        |
| エピソード21 | 秋は恋の季節                       | ナンヨウショウビン | 10月13日       |
| エピソード22 | 恋はたたかい                       | ナンヨウショウビン | 10月20日       |
| エピソード23 | 夢と理想と三羽                     | マガモくん         | 11月3日        |
| エピソード24 | あひるくんのはね                   | あひるくん         | 11月10日       |
| エピソード25 | 白い羽をもとめて                   | ミドリツバメ       | 11月17日       |
| エピソード26 | あひるくんのかき                   | ミサゴ             | 11月24日       |
| エピソード27 | カラスたちのかき                   | カラス             | 12月15日       |
| エピソード28 | かきはどこにいった？               | ササゴイくん       | 12月22日       |
| エピソード29 | ハゲコウおじさんとカラフトおじさん | アフリカハゲコウ   | 2014年 1月12日 |
| エピソード30 | 渡り鳥だよアネハヅル               | ダイサギ           | 1月19日        |
| エピソード31 | 美しい人生よ                       | アネハヅル         | 1月26日        |
| エピソード32 | ゆき                               | あひるくん         | 2月2日         |
| エピソード33 | 冬はきびしい                       | カワウ             | 2月9日         |
| エピソード34 | エナガの兄弟                       | エナガ             | 2月16日        |
| エピソード35 | おしかけカグー                     | カグー             | 2月23日        |
| エピソード36 | おひっこし                         | カグー             | 3月9日         |
| エピソード37 | 山へ行こう                         | シロミミキジ       | 3月9日         |
| エピソード38 | 爆進！シロミミキジ・ツアー         | シロミミキジ       | 3月9日         |
| エピソード39 | 到着                               | あひるくん         | 3月16日        |
| エピソード40 | あひるのすむ島                     | なし               | 3月16日        |

- 放送時はエピソード+数字のみだったが、後に各話タイトルが付いた。
- 2013年6月9日はエピソード6のリピート放送。
- 2013年7月14日はエピソード9のリピート放送。
- 2013年9月15日はエピソード15のリピート放送。
- 2013年10月6日はエピソード17のリピート放送。
- 2013年10月27日はエピソード19のリピート放送。
- 2013年12月1日はエピソード21のリピート放送。
- 2013年12月29日はエピソード23のリピート放送。
- 2014年1月5日はエピソード24のリピート放送。
- 2014年3月2日はエピソード30のリピート放送。
- 2014年3月30日はエピソード35のリピート放送。

### 放送局
| 放送地域 | 放送局           | 放送期間                     | 放送時間           | 備考 |
| -------- | ---------------- | ---------------------------- | ------------------ | ---- |
| 日本全域 | NHK BSプレミアム | 2013年4月7日 - 2014年3月30日 | 日曜 8:00 - 8:29内 |      |